# Die Grosse von 1823
Die Grosse von 1823 Karnevalsgesellschaft e. V. Köln ist eine Karnevalsgesellschaft in Köln. Sie war die erste ihrer Art, und da aus ihr zahlreiche andere hervorgegangen sind, wird sie in Köln auch als „Mutter aller Karnevalsgesellschaften“ bezeichnet.

## Geschichte

### Gründung

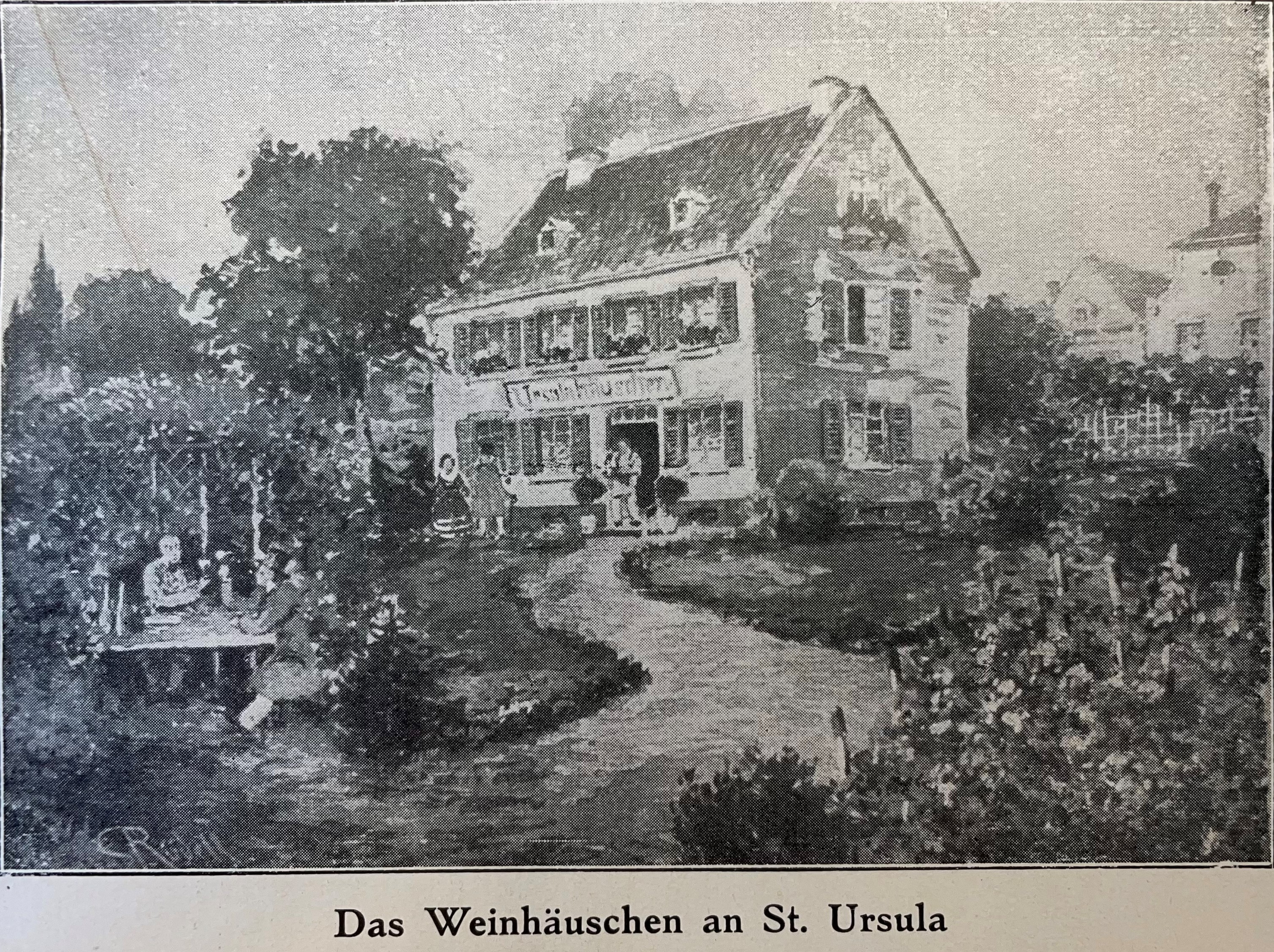
Weinhäuschen an St. Ursula, Aquarell von Carl Rüdell

Die schlechten Ernteerträge im Jahr 1816 und die schwierige wirtschaftliche Lage nach den Befreiungskriegen hatten auch auf den Kölner Karneval Auswirkungen. Aufgrund der hohen Kosten wurde weniger Geld für die Ausstattung und die Kreativität der Kostüme investiert. Im November 1822 fand daher ein erstes Treffen statt, um dem entgegenzuwirken. Die Absicht der Gründungsväter der damaligen Grossen Carnevals-Gesellschaft war es, 
„dem Carneval eine edlere, den gegenwärtigen Zeitverhältnissen entsprechendere Form zu geben, ihn geistig aus seiner Versunkenheit wieder emporzuheben, ihn gleichsam poetisch zu gestalten“.
 Für den Karnevalsmontag 1823 sollte ein großer Maskenumzug organisiert werden, anlässlich dessen erfolgte die Gründung der Grossen Karnevalsgesellschaft (heutige Die Grosse von 1823).
Das erste Treffen fand im November 1822 im Weinhäuschen an St. Ursula statt, wohl im heutigen Brauhaus Schreckenskammer, wahrscheinlich auf Initiative von Mitgliedern der Olympischen Gesellschaft Köln, Ferdinand Franz Wallraf, Matthias Joseph de Noël und deren Freundeskreis sowie Mitgliedern des Literaturkränzchens, die die Ideen für die Festgestaltung lieferten. Hierzu gehörten u. a. Ernst Weyden, Christian Samuel Schier, Johann Baptist Rousseau, Wilhelm Smets, Johann Baptist Farina und Emanuel Ciolina Zanoli. Der Karnevalsmontag wurde wohl gewählt, da er bis dato der ruhigste der drei Karnevalstage gewesen war und um dem Verdacht vorzubeugen, die vielen kleinen Umzüge der kleineren Maskengesellschaften zu verdrängen. Nach zwölf Wochen Vorbereitungszeit fand am 10. Februar 1823 der erste Kölner Rosenmontagszug statt.

Sitzung des Vorstandes der Grossen KG (u. a. mit dem Präsidenten von Wittgenstein) erstmals mit Mützen. Die Idee zu diesen Mützen geht auf den preußische Generalmajor Karl Heinrich von Czettritz und Neuhaus 1827 zurück.

Ab dem Folgejahr trafen sich die Mitglieder der Grossen Carnevalsgesellschaft jährlich um Neujahr zu einer Generalversammlung (auch „Grosser Rat“ genannt), um aus ihren Reihen ein „Festordnendes Comitée“ („Kleinen oder lustigen Rat“) zu wählen, das die Organisation des folgenden Karnevalsfestes übernehmen sollte. Zum ersten Präsidenten und Sprecher wurde Heinrich von Wittgenstein gewählt. Der Mitgliedsbeitrag von drei Talern sorgte für eine hohe Exklusivität der Gesellschaft, denn nicht einmal fünf Prozent der Kölner Bürger konnten einen Jahresverdienst von 400 Talern oder mehr vorweisen.
Ab 1824 wurde jährlich am Rosenmontag ein großer Maskenball im Gürzenich als Abschluss veranstaltet, aus dessen Einnahmen die Ausgaben für die Karnevalstage gedeckt werden konnten. Der Überschuss wurde jeweils für wohltätige Zwecke gespendet. Als Dank überließ die Stadtverwaltung der Gesellschaft den großen Saal des Gürzenich unentgeltlich.

### 1823 bis 1934

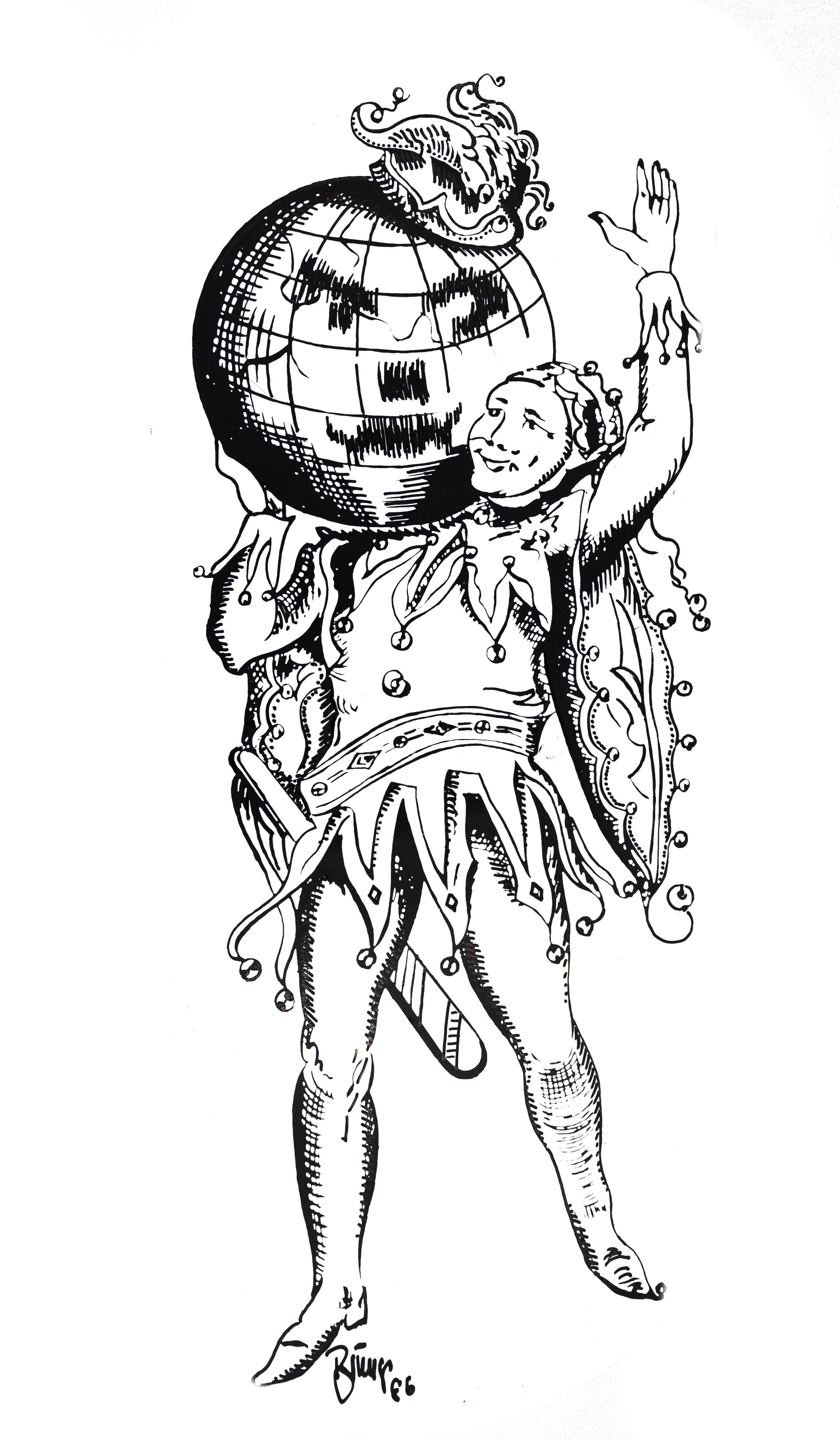
Das Logo und Motto der KG „Dem Narren gehört die Welt“ – eine Zeichnung aus dem Jahr 1886.

Vor 1848 durften sich Karnevalsgesellschaften in der Regel durch behördliche Bestimmungen nur für die Karnevalszeit konstituieren und mussten sich am Aschermittwoch eines jeden Jahres wieder auflösen. Die erste Kölner KG genoss bis mindestens 1840 eine so bevorzugte Behandlung durch die Behörden, dass sie offenbar keine polizeiliche Genehmigung als Verein beantragen musste. Da in der Kölner KG zahlreiche Persönlichkeiten aus Stadtverwaltung und Wirtschaft Mitglied waren, bedurfte es keiner polizeilichen Prüfung und ausdrücklichen Genehmigung.
Die Mitgliedszahlen des Vereins stiegen schnell an: Die Kölner KG zählte 1824 noch 109 Mitglieder, 1827 schon 302 und 1829 über 500 Mitglieder. Nach Einrichtung eines Vereinsregisters durch die Stadt Köln erfolgte 1844 der Eintrag als erste Karnevalsgesellschaft. Nach 1871 wurden uniformierte Karnevalsgarden und Korpsgesellschaften zunehmend beliebt. Die Roten Funken waren fast fünfzig Jahre lang eine Gruppe innerhalb der Grossen KG, bis sie 1869 ihren eigenen Karnevalsverein gründeten. Die Grosse KG gehörte kurz vor dem Ersten Weltkrieg mit über tausend Mitgliedern zu den größten Kölner Karnevalsgesellschaften.
1882 kam es zu einer Vereinsspaltung, da der Präsident August Wilcke nach internen Streitigkeiten von seinem Amt zurücktrat und mit seinen Anhängern eine eigene Gesellschaft, die Kölner Karnevalsgesellschaft, gründete. Fritz Hönig wurde zum neuen Präsidenten der Grossen KG gewählt. Nun beanspruchten zwei große Karnevalsvereine die führende Stellung im Karneval, was zu Schwierigkeiten in der Festgestaltung und der Organisation der Veranstaltungen führte und zur Folge hatte, dass 1883 – ähnlich wie 1844 und 1845 – zwei große Maskenzüge durch Köln gingen.

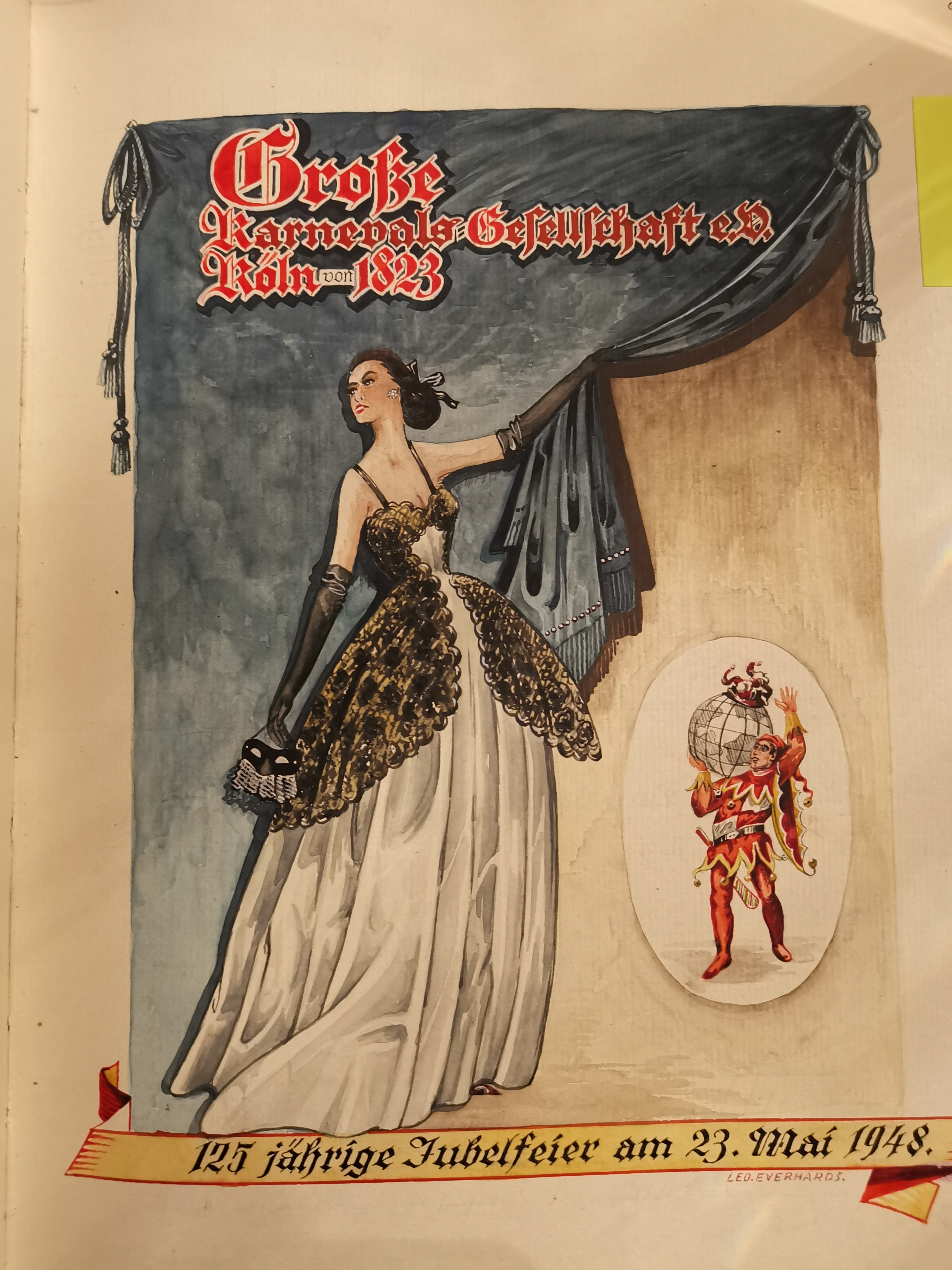
Vor dem ersten Rosenmontagszug nach dem Krieg 1949 feierte die KG 1948 ihr 125-jähriges Jubiläum

1888 vermittelten Bürgermeister Karl Ferdinand Thewalt und Fritz Hönig zwischen den beiden Vereinsvorständen, und schließlich einigten sich diese im Januar 1888 darauf, gemeinsam ein „Maskenzug-Comite“ unter dem Vorsitz von Hönig zu bilden. Erstmals hatte 1888 also nicht mehr die Grosse KG, sondern ein Festkomitee (heute: Festkomitee Kölner Karneval) der beiden Vereine die Leitung über den Maskenzug. Das Festkomitee wurde in den folgenden Jahren zu einer festen Institution, indem die beiden großen Karnevalsgesellschaften gemeinsam über die Festgestaltung bestimmten. 
1889 wurde das Festordnende Komitee, ins Vereinsregister eingetragen, wobei der Präsident der Grossen KG weiterhin bis 1908 gleichzeitig auch Präsident des Festordnenden Komitees war. Dann einigten sich die beiden großen Karnevalsgesellschaften auf einen jährlichen Wechsel im Präsidium des Kölner Festkomitees. 1934 feierte die Grosse KG noch weitgehend unbehelligt von den politischen Umwälzungen nach der Machtergreifung der Nationalsozialisten ihr 111-jähriges Jubiläum.

### 1948 bis heute

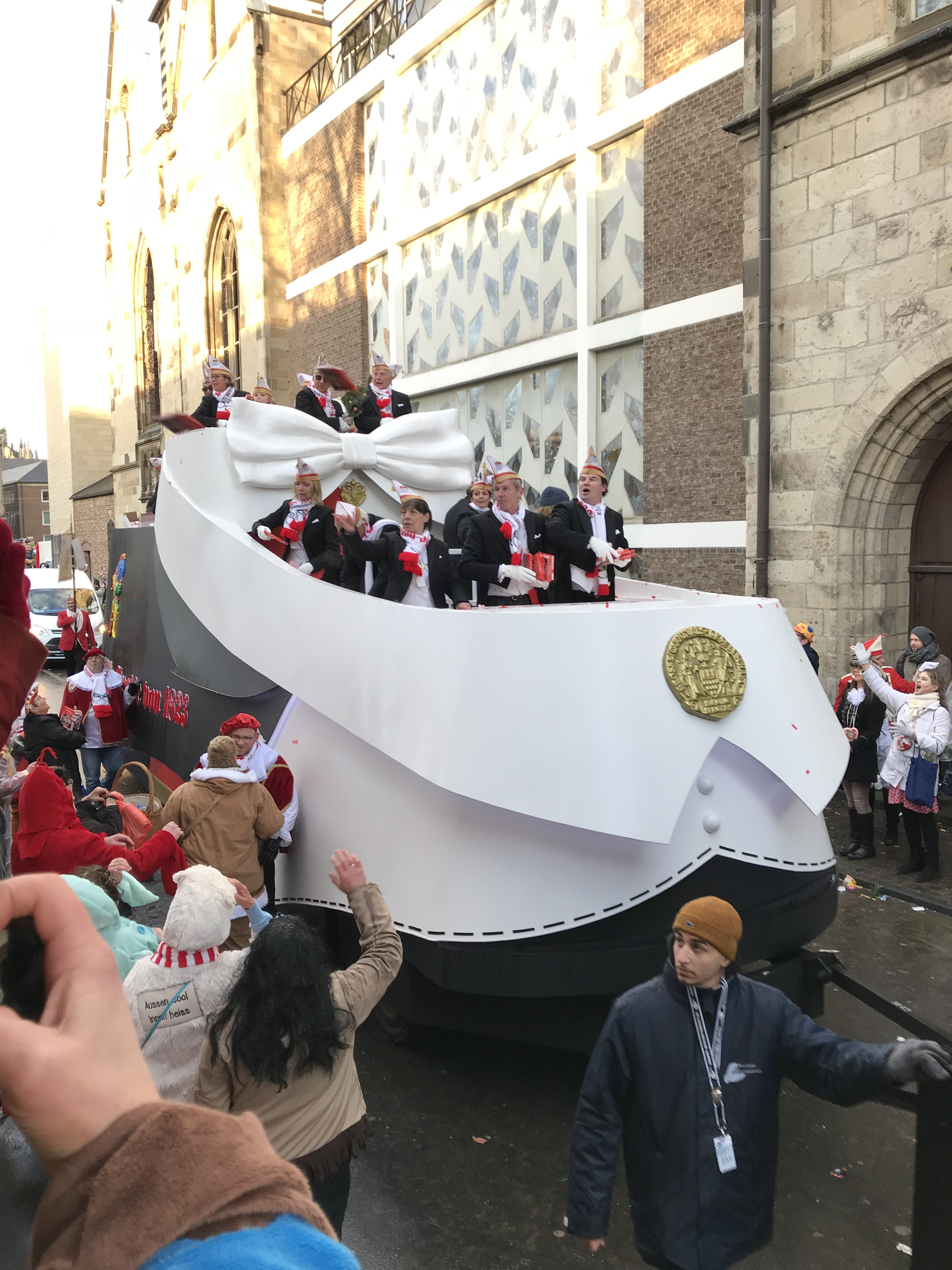
Der neue Prunkwagen (2018)

Nach dem Zweiten Weltkrieg fand erst 1949 wieder ein Rosenmontagszug als erweiterte Kappenfahrt unter dem Motto „Mer sin widder do un dun wat mer künne“ statt. Auch am Wegräumen des Schutts durch die Kriegszerstörungen am Gürzenich beteiligte sich der Verein 1949 gemeinsam mit den anderen Karnevalsgesellschaften und Studenten.
1961 stellte die Gesellschaft mit Peter Schumacher den Prinzen, mit Paul Olpp den Bauern und mit Josef Schneider die Jungfrau des Kölner Dreigestirns. 1969 benannte sich die Grosse Karnevals-Gesellschaft in Die Grosse von 1823 um. Ab 1971 trugen die Senatoren der Grossen den Halsorden, der auf dem ältesten bekannten Gesellschaftsabzeichen der Grossen aus dem Jahr 1838 beruhte. Zum Auftakt der Jubiläumssession stellte die Gesellschaft 1972 in ihrem 149. Jahr wieder ein Dreigestirn mit Bernd Beckers als Prinz Bernd I., Adam de Haas als Bauer Adam und Josef Kreimer als Jungfrau Josi.

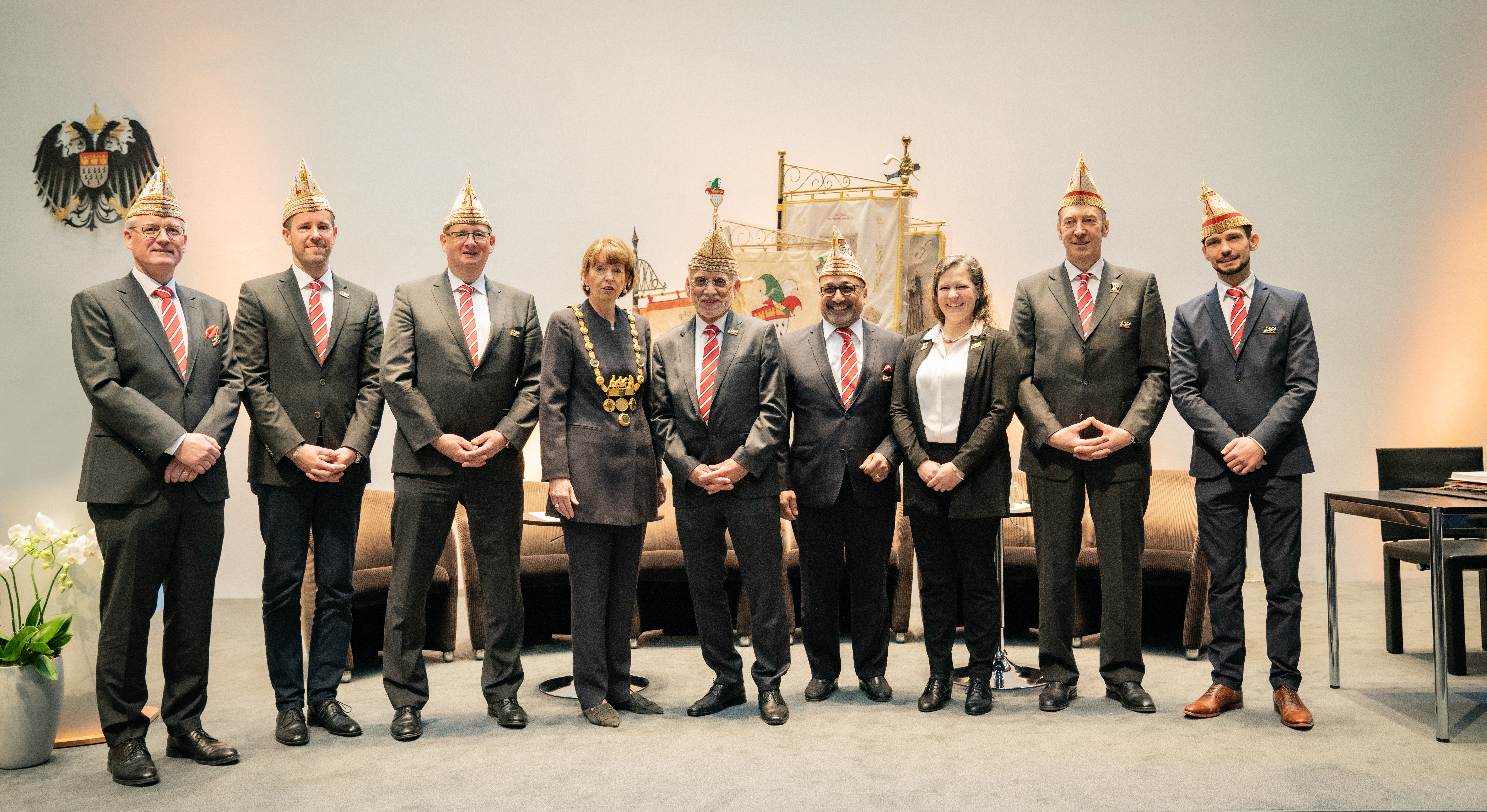
Empfang des Vorstandes durch die Kölner Oberbürgermeisterin Henriette Reker anlässlich des 200-jährigen Jubiläums und Eintragung in das Goldene Buch der Stadt Köln (2022)

Anfang 2015 war Henriette Reker, spätere Oberbürgermeisterin der Stadt Köln, die erste Frau, die seit Gründung der Gesellschaft zur „Ehrensenatorin“ ernannt wurde. Seit November 2021 können auch Frauen Mitglied als „Senatorinnen“ werden. Zum 200-jährigen Jubiläum der Gesellschaft wurde die Geschichte des Kölner Karnevals und der ersten Traditionsgesellschaft wissenschaftlich aufgearbeitet.

## Das Goldene Buch

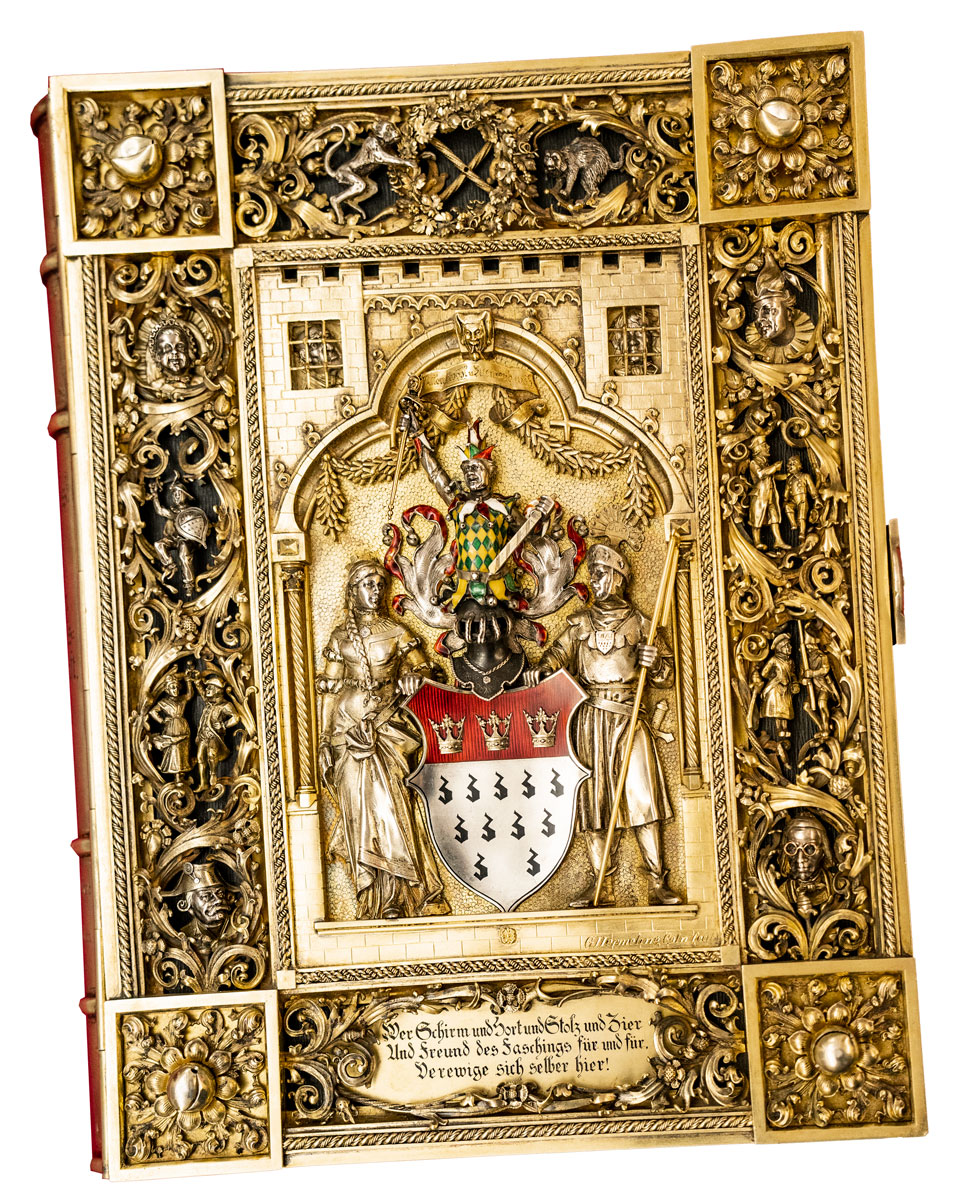
Das „Goldene Buch“ der Gesellschaft

Das Goldene Buch (Gästebuch) ist das Aushängeschild der Karnevalsgesellschaft. Immer wieder wird es der kunsthistorisch interessierten Fachwelt zu Forschungszwecken an die Hand gegeben. Auch andere Utensilien wie das Präsidentenzepter, der Jubiläumspokal, der goldene Becher aus dem „Tresor“ wurden über Köln hinaus bekannt. Das Lieder- und Jahrbuch von 1905 berichtet davon: 

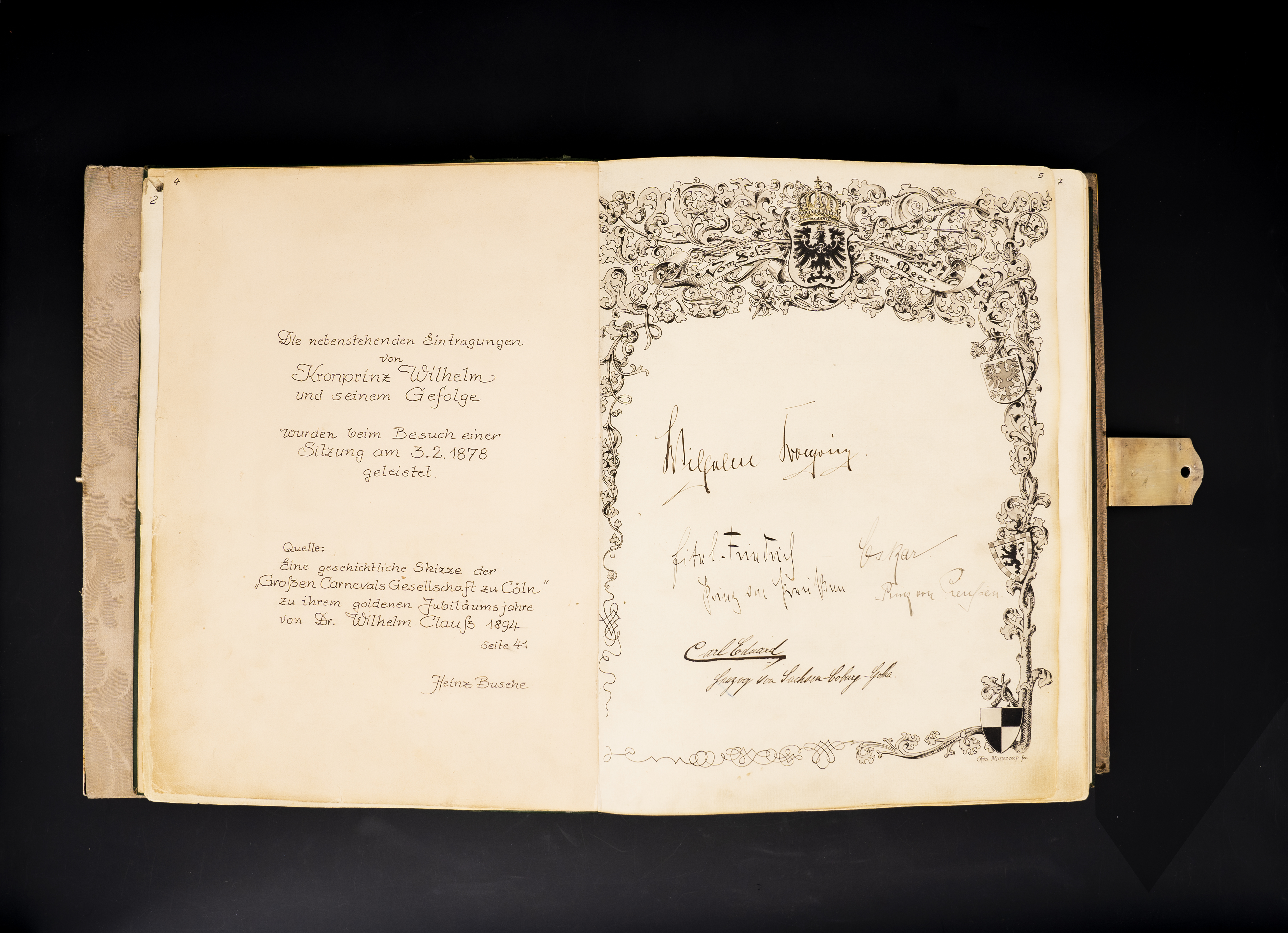
Die erste Eintragung von Kronprinz Wilhelm (später Kaiser Wilhelm II.) aus dem Jahre 1878

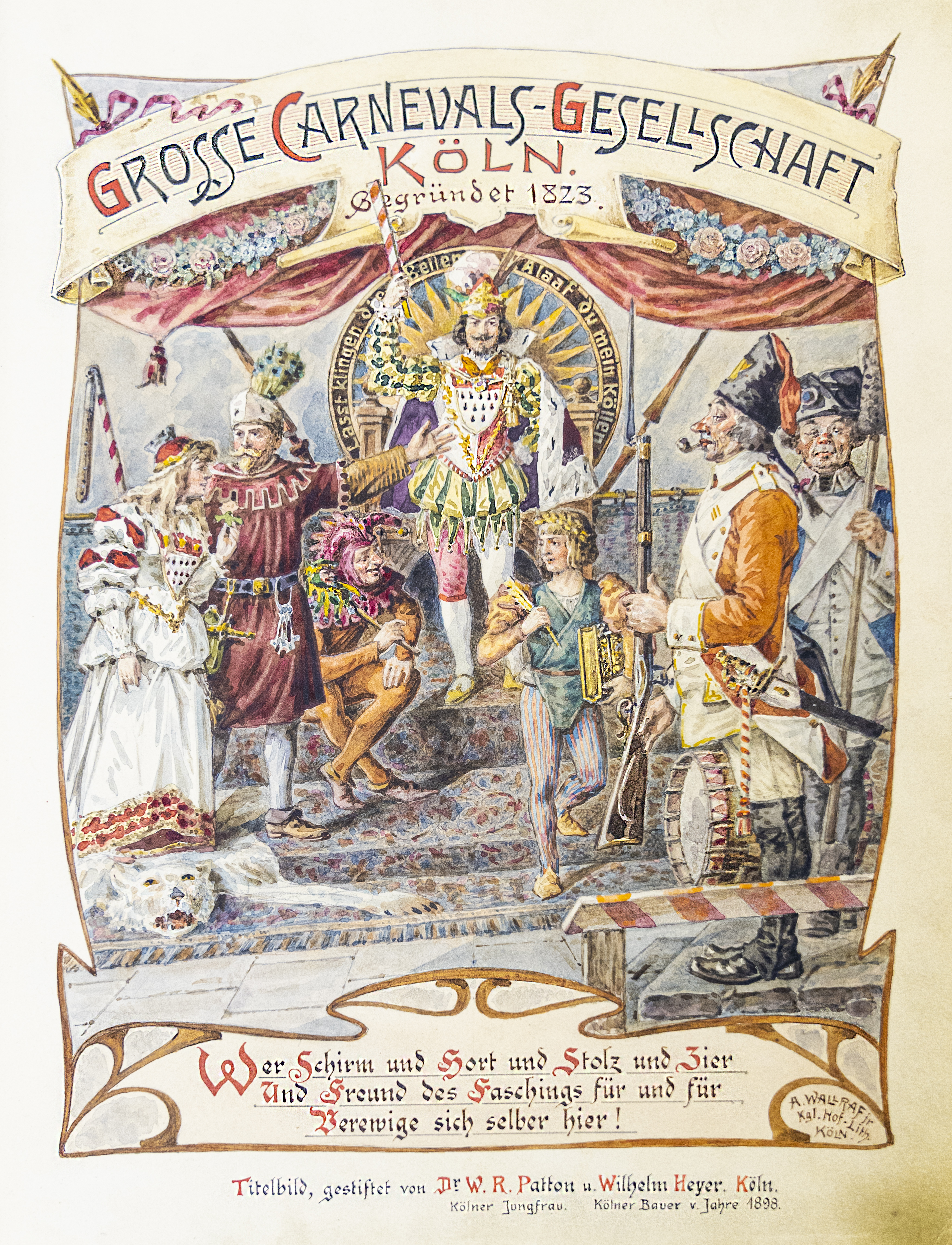
Titelbild des Goldenen Buchs mit Prinz, Bauer und Jungfrau des Jahres 1898

„Aus dem Ratsschatz der Großen Karnevalsgesellschaft hatten verschiedene Prunkstücke, die aus dem Atelier des Hofgoldschmiedes Gabriel Hermeling stammen, die weite Reise über das Weltmeer gemacht, um auf der Weltausstellung in St. Louis die Kölner Goldschmiedekunst zu vertreten. Das goldene Buch mit dem goldenen Tintenfaß und dem goldenen Löscher, das Präsidentenzepter, der Jubiläumspokal der Stadt Köln und der goldene Becher des Präsidenten trugen damit gleichzeitig den Ruhm unserer herrlichen „Grossen“ in die Welt. Und mit dem „Grand prix“ ausgezeichnet, trafen sie kurz vor Schluss der Saison wieder bei der Gesellschaft ein.“ 

## Gesellschaft und Veranstaltungen
Die Gesellschaft setzt sich aus mehreren Gemeinschaften zur „Grossen Famillich“ zusammen. Diese besteht aus der Die Grosse von 1823 Karnevalsgesellschaft e. V. Köln, der Tanzgruppe der Gesellschaft, dem Tanzcorps Fidele Sandhasen sowie dem Musikkorps Schwarz-Rot Köln e. V. Die Gesellschaft wird unterstützt durch den Freundes- und Förderkreis FFK e. V. sowie durch die 2019 gegründete Grosse Centuria, eine Gemeinschaft zur Förderung der Kölner Karnevalskultur. Neben der familienfreundlichen Groß- und Benefizveranstaltung Der Grosse Kölsche Countdown am 11.11. im Tanzbrunnen veranstaltet die Famillich unter anderem #ufftata Die Grosse Countdown Party im Theater im Tanzbrunnen für die jüngeren Jecken.
Mit ihren klassischen Sitzungsformaten (Mädchersitzung, Kostümsitzung, Sonntagssitzung), die seit jeher im Kölner Gürzenich stattfinden, pflegt die Gesellschaft den Kölner Sitzungskarneval. Die Sitzung am Abend des Karnevalssonntags ist traditionell die letzte Karnevalssitzung aller Gesellschaften in Köln. Der Präsident der Gesellschaft steckt auf dieser Sitzung dem Karnevalsprinzen die „fünfte Feder“ an die Prinzenmütze, mit der dieser am nächsten Tag am Rosenmontagszug teilnimmt. Mit diesem symbolischen Akt wird stellvertretend für alle Kölner Karnevalsgesellschaften dem Prinzen und seiner Equipe für die Session gedankt.
Gemeinsam mit der Nippeser Bürgerwehr veranstaltet die Gesellschaft auch die Kölsche Nostalgiesitzung in der Flora und seit 2023 mit dem Allgemeinen Verein der Karnevalsfreunde e. V. (AVDK) von 1829 Düsseldorf im zweijährigen Rhythmus eine gemeinsame Große Kostümsitzung Helau – Alaaf im Gürzenich. Erstmals an Weiberfastnacht 2024 wurde von der Gesellschaft eine Alternativveranstaltung am Hohenstaufenring durchgeführt.

## Präsidenten und Vorsitzende
- 1823–1836: Heinrich von Wittgenstein
- 1836–1847: Peter Leven
- 1847–1848: Phillip Hofmann
- 1848–1849: H. J. Schenk
- 1849–1853: Jakob Fürth
- 1853–1858: Roderich Benedix
- 1855–1858: Rudolf von Hallberg
- 1858–1862: Phillip Hoffmann
- 1862–1863: Andreas Pütz
- 1863–1864: Advocatanwalt DuMont
- 1864–1865: W. Kaulen & P. Kamp
- 1865–1882: August Wilcke
- 1882–1883: Fritz Hönig
- 1883–1891: Emanuel Mosler
- 1891–1897: Peter Prior
- 1897–1900: Wilhelm Wildt
- 1900–1906: Jean Jörissen
- 1906–1908: Wilhelm Wildt
- 1908–1909: Josef Böhmer
- 1909–1912: Gerhard Becker
- 1912–1926: Karl Umbreit
- 1926–1932: Reinhold Weber
- 1932–1953: Michael Hollmann
- 1953–1954: Theo Röhrig
- 1954–1966: Jupp Fabry
- 1966–1969: Heinz Glebsattel
- 1969–1975: Hermann Forstbach
- 1975–1983: Heinz Schüller
- 1983–1988: Werner Lissem
- 1988–1992: Adam de Haas
- 1992–2001: Joseph Söller
- 2001–2002: Engelbert Bender
- 2002–2012: Hartmut Jarofke
- seit 2012: Joachim E. Zöller